# Entomophaga diprionis
Entomophaga diprionis är en svampart som beskrevs av Balazy 1993. Entomophaga diprionis ingår i släktet Entomophaga och familjen Entomophthoraceae.   Inga underarter finns listade i Catalogue of Life.